# Фурлан, Бруно
Де Оливейра Фурлан Бруно (порт. Bruno de Oliveira Furlan; 9 июля 1992, Кампу-Гранди) — бразильский футболист, нападающий клуба. Ранее играл за «Динамо» (Минск).

## Карьера
Начал свою профессиональную карьеру в 2009 году в бразильском «Атлетико Паранаэнсе».
В 2010 году, после подписания договора о сотрудничестве между «Атлетико Паранаэнсе» и минским «Динамо», был сдан в аренду белорусскому клубу. Удачно провёл сезон 2011 года, став лучшим бомбардиром команды. Руководство «Динамо» выразило желание продлить контракт, но договориться с «Атлетико» не удалось, и Фурлан покинул минский клуб.
Играл в аренде за бразильские клубы «Наутико», «Жоинвиль» и АБС.
С 2018 года выступает за белорусский клуб «Витебск».